# Saison 2020-2021 de l'AS Nancy-Lorraine
Maillots
Dernière mise à jour : 30 octobre 2019.
Chronologie
Saison précédente Saison suivante
La saison 2020-2021 de l'Association sportive Nancy-Lorraine voit le club s'engager dans deux compétitions que sont la Ligue 2 et la Coupe de France.
Jean-Louis Garcia entame sa deuxième saison sur le banc Rouge et Blanc.

## Résumé de la saison
La saison 2020-2021 démarre dans un contexte difficile lié à la fois aux mesures de restrictions d'accueil du public dans les stades, et au projet de cession du club en cours. L'entraîneur Jean-Louis Garcia conserve un effectif stable, mais son équipe connaît un début de saison poussif. Après la 17e journée et la trêve hivernale, et malgré les apports offensifs de sa recrue Mickaël Biron ainsi que d'Amine Bassi, l'ASNL pointe à la 17e place, avec 9 défaites, 5 matchs nuls et seulement 3 victoires.
Le 31 décembre 2020, l'actionnaire principal et président de l'ASNL Jacques Rousselot, trouve un accord avec un consortium de plusieurs investisseurs sino-américains (Chien Lee, Paul Conway, Randy Frankel et Michael Kalt), après un long feuilleton qui a duré près de trois ans. Gauthier Ganaye, fidèle lieutenant de Chien Lee et Paul Conway, est nommé à la présidence exécutive du club et succède à Jacques Rousselot, qui aura tenu les rênes de l'AS Nancy-Lorraine pendant près de 27 ans.
A la reprise du championnat et avec une nouvelle équipe dirigeante, l'ASNL met fin à sa dynamique de mauvais résultats par une victoire probante 3-2 à Valenciennes lors de la 18e journée. Portée par son attaquant Mickaël Biron (auteur d'un triplé lors de la victoire 4-1 à Châteauroux lors de 27e journée), l'éclosion du jeune talent franco-camerounais Christopher Wooh, ainsi qu'une série de 4 victoires consécutives de la 27e à la 30e journée (dont un succès de prestige 5-1 chez le leader Troyes lors de la 29e journée), l'équipe termine le championnat 2020-2021 à la 8e place. Pressentant ne pas rentrer dans les plans du nouveau président Gauthier Ganaye, Jean-Louis Garcia quitte le club à l'issue de cette saison.

## Effectif professionnel actuel
Le tableau suivant liste les joueurs en prêts pour la saison 2020-2021.
| Joueurs prêtés                                                                     |    |      |     |                   |           |              |  |
| \| N° \| P. \| Nat. \| Nom \| Date de naissance \| Sélection \| Club en prêt \| \| |    |      |     |                   |           |              |  |
|                                                                                    |    |      |     |                   |           |              |  |
| N°                                                                                 | P. | Nat. | Nom | Date de naissance | Sélection | Club en prêt |  |

| N° | P. | Nat. | Nom | Date de naissance | Sélection | Club en prêt |  |

## Avant-saison

### Mercato estival
| Arrivées                 |                  |           |                     |                              |                |
| Mathias Fischer          | France           | Défenseur | Retour de prêt      | F.C. Villefranche Beaujolais | National       |
| Séga Coulibaly           | Mali             | Défenseur | Retour de prêt      | U.S. Avranches M.S.M.        | National       |
| Aurélien Nguiamba        | France           | Milieu    | Retour de prêt      | G.F.C. Ajaccio               | National 3     |
| Giovanni Haag            | France           | Milieu    | Premier contrat pro | -                            | -              |
| Mickaël Biron            | Martinique       | Attaquant | Transfert           | S.A.S. Épinal                | National 2     |
| Rosario Latouchent       | France           | Milieu    | Transfert           | Stade Lavallois Mayenne F.C. | National       |
| Mehdi Merghem            | France           | Milieu    | Prêt                | E.A. Guingamp                | Ligue 2        |
| Départs                  |                  |           |                     |                              |                |
| Vagner Dias Gonçalves    | Cap-Vert         | Attaquant | Retour de prêt      | A.S. Saint-Étienne           | Ligue 1        |
| Makhtar Gueye            | Sénégal          | Attaquant | Retour de prêt      | A.S. Saint-Étienne           | Ligue 1        |
| Malaly Dembélé           | France           | Attaquant | Fin de contrat      | Rodez A.F.                   | Ligue 2        |
| Vincent Muratori         | France           | Défenseur | Fin de contrat      | -                            | -              |
| Loris Néry               | France           | Défenseur | Fin de contrat      | Grenoble Foot 38             | Ligue 2        |
| Ryan Bidounga            | France           | Défenseur | Fin de contrat      | -                            | -              |
| Samir Bouzar             | France           | Défenseur | Fin de contrat      | -                            | -              |
| Hervé Lybohy             | France           | Défenseur | Fin de contrat      | -                            | -              |
| Vincent Marchetti        | France           | Milieu    | Fin de contrat      | -                            | -              |
| Thanawat Suengchitthawon | France Thaïlande | Milieu    | Transfert           | Leicester City               | Premier League |

## Saison 2020-2021

### Ligue 2

#### Classement
Extrait du classement de Ligue 2 2020-2021
| Rang | Équipe                 | Pts | J  | G  | N  | P  | Bp | Bc | Diff |
| ---- | ---------------------- | --- | -- | -- | -- | -- | -- | -- | ---- |
| 6    | AJ Auxerre             | 62  | 38 | 16 | 14 | 8  | 64 | 43 | +21  |
| 7    | FC Sochaux-Montbéliard | 51  | 38 | 12 | 15 | 11 | 45 | 37 | +8   |
| 8    | AS Nancy Lorraine      | 47  | 38 | 11 | 14 | 13 | 53 | 53 | 0    |
| 9    | EA Guingamp            | 47  | 38 | 10 | 17 | 11 | 41 | 43 | −2   |
| 10   | Amiens SC R            | 47  | 38 | 11 | 14 | 13 | 34 | 40 | −6   |